# Leionema carruthersii
Leionema carruthersii är en vinruteväxtart som först beskrevs av Ferdinand von Mueller, och fick sitt nu gällande namn av Paul G. Wilson. Leionema carruthersii ingår i släktet Leionema och familjen vinruteväxter. Inga underarter finns listade i Catalogue of Life.